# Михайловское (Харьковская область)
Михайловское (укр. Михайлівське), поселок, 
Качаловский сельский совет,
Краснокутский район,
Харьковская область.
Код КОАТУУ — 6323581706. Население по переписи 2001 года составляет 3 (2/1 м/ж) человека.

## Географическое положение
Поселок Михайловское находится на левом берегу реки Мерла,
выше по течению на расстоянии в 1 км расположено село Карайкозовка,
на противоположном берегу расположены село Любовка и пгт Краснокутск.
Посёлок окружён лесным массивом.

## История
- 1918 — дата основания.

## Экономика
- Лесничество.